# Ułarci
Ułarci (maced. Уларци) – wieś we wschodniej Macedonii Północnej, w gminie Czeszinowo-Obleszewo, niedaleko miasta Koczani.